# Raphaël Milliès-Lacroix

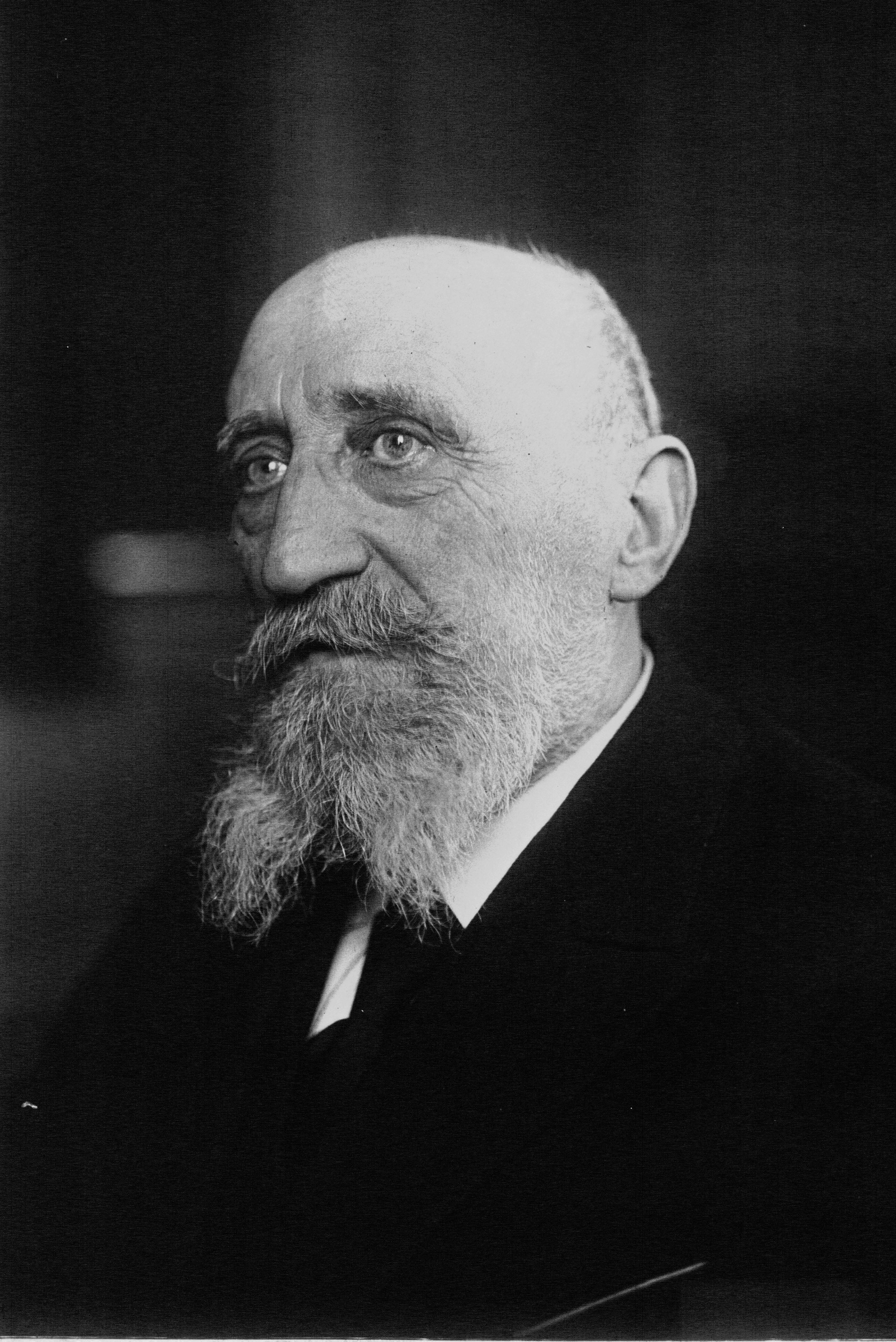
Raphaël Milliès-Lacroix (1921)

Raphaël Milliès-Lacroix (* 4. Dezember 1850 in Dax, Département Landes; † 12. Oktober 1941 in Candresse, Département Landes) war ein französischer Politiker der Parti républicain, radical et radical-socialiste (PRRRS), der unter anderem zwischen 1897 und 1933 Mitglied des Senats, von 1906 bis 1909 Minister für die Kolonien sowie zwischen 1929 und 1933 Vizepräsident des Senats war.

## Leben
Raphaël Milliès-Lacroix besuchte die weiterführende Schule in Dax, um die École polytechnique zu absolvieren. Allerdings musste er nach dem frühen Tode seines Vaters im Stoffgroßhandels seines Großvaters zu arbeiten. Er nahm als Angehöriger des 55. Linieninfanterieregiment (55e régiment de ligne) am Deutsch-Französischen Krieg (19. Juli 1870 bis 10. Mai 1871) teil und übernahm nach Kriegsende im Alter von 21 Jahren die Leitung des Stoffgroßhandels, welches er zu einem florierenden Geschäft ausbaute. Kurz darauf begann er sein politisches Engagement und war ab 1873 Mitglied des Republikanischen Komitees (Comité républicain) und dann 1877 Sekretär und Schatzmeister des Republikanischen Widerstandskomitees (Comité ré publicain de résistance). Des Weiteren war er im Arrondissement Dax von 1877 bis 1885 Mitglied des Republikanischen Komitees und Generalsekretär des Republikanischen Komitees bei den Wahlen von 1885 und 1886, die per Listenwahl stattfanden. Während dieser Zeit begann er auch sein Engagement in der Kommunalpolitik und wurde 1879 zunächst Mitglied des Stadtrates sowie 1880 stellvertretender Bürgermeister. Als Nachfolger von Hippolyte Sintas wurde er am 1. Mai 1887 erstmals Bürgermeister von Dax und bekleidete das Amt bis zu seiner Ablösung durch Théodore Denis am 12. Oktober 1894. Im November 1895 übernahm er als Nachfolger von Théodore Denis bis zu seiner eigenen Ablösung durch Denis am 3. Dezember 1899 noch einmal den Posten des Bürgermeisters von Dax. Er engagierte sich auch als Mitglied der Société de Borda, eine 1876 in Dax gegründete Gelehrtengesellschaft, der unter anderem Félix Arnaudin, Pierre-Eudoxe Dubalen, Vincent Foix, Césaire Daugé, Jean-Auguste Brutails, Antoine Degert, Adrien Blanchet, Ferdinand Bernède und Émile Taillebois angehörten.
Am 3. Januar 1897 wurde Milliès-Lacroix für die Parti républicain, radical et radical-socialiste (PRRRS) erstmals zum Mitglied des Senats (Sénat) gewählt und vertrat in diesem nach seinen Wiederwahlen am 7. Januar 1906, 11. Januar 1920 sowie am 6. Januar 1924 für die Demokratische Linke bis zum 9. Januar 1933 das Département Landes. Zugleich wurde er 1898 auch Mitglied des Generalrates des Département Landes und gehörte diesem 35 Jahre lang bis 1933 an. Im Kabinett Clemenceau I bekleidete er vom 25. Oktober 1906 bis 24. Juli 1909 das Amt des Ministers für die Kolonien (Ministre des Colonies). Nachdem er 1908 Vizepräsident wurde, löste er 1922 den verstorbenen Victor Lourties als Präsident des Generalrates des Département Landes ab und verblieb in diesem Amt bis zu seiner Ablösung durch Léo Bouyssou 1924. Er fungierte zudem zwischen 1929 und 1933 als Vizepräsident des Senats und war damit Stellvertreter der Senatspräsidenten Paul Doumer (1929 bis 1931), Albert Lebrun (1931 bis 1932) beziehungsweise Jules Jeanneney (1932 bis 1933).
Raphaël Milliès-Lacroix war der Vater des Politikers Eugène Milliès-Lacroix (1876–1961), der ebenfalls mehrmals Bürgermeister von Dax war und 1933 sein Nachfolger als Senator und Mitglied des Generalrates des Département Landes wurde.

## Hintergrundliteratur
- Hubert Delpont: Dax et les Milliès-Lacroix, L’aventure thermale, Nérac, 2011